# Ouattara Gnonzié

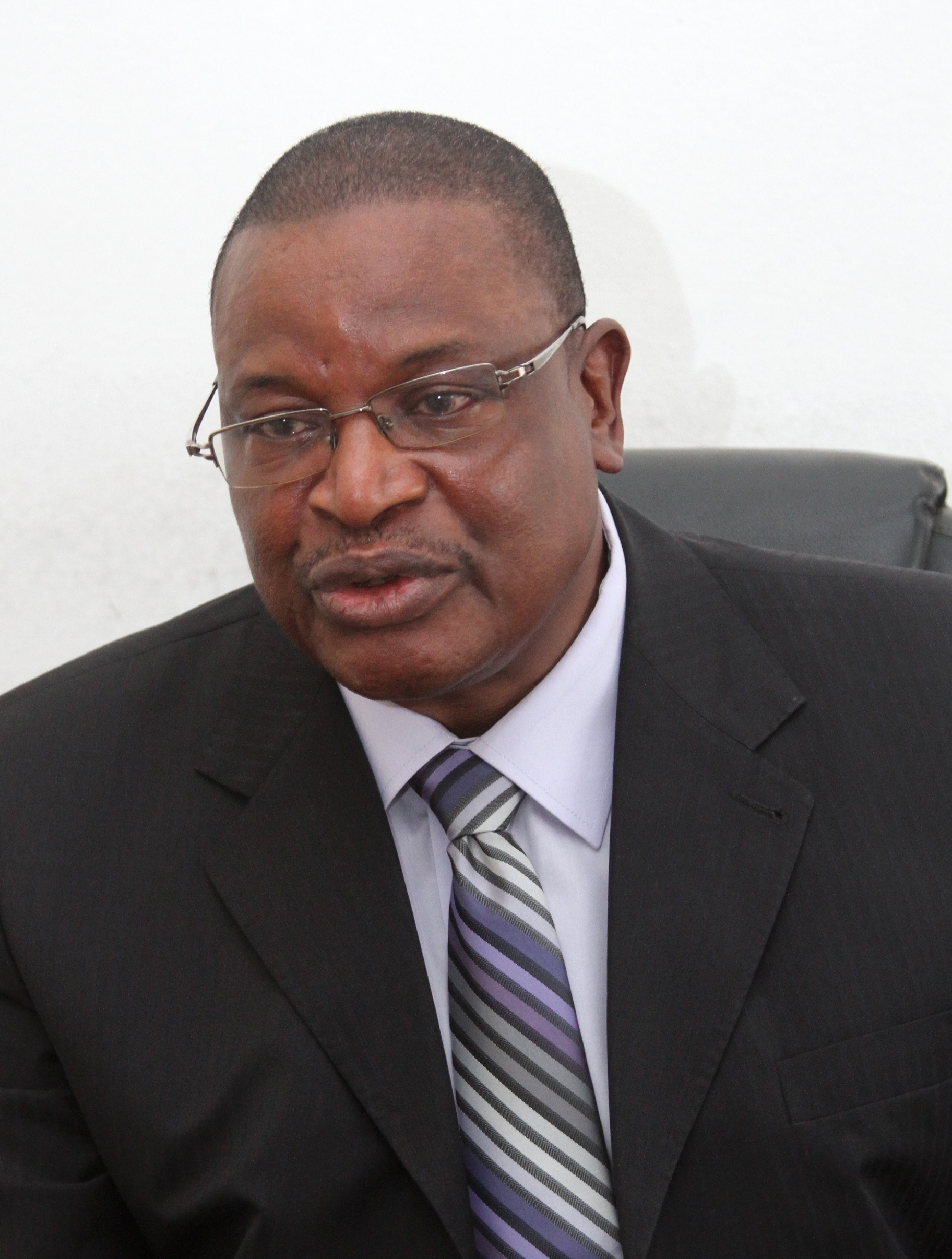
Ouattara Gnonzié

Ouattara Gnonzié (* vor 2000; † 8. Juni 2023 in Abidjan) war ein ivorischer Politiker.
Während der Regierungskrise 2010/2011 war er vom 5. Dezember 2010 bis 11. April 2011 Minister für Kommunikation in der Regierung Aké N’Gbo.
Gnonzié war wie auch andere Mitglieder der Regierung Aké N'Gbo ab dem 11. Januar 2011 von Sanktionen der Europäischen Union betroffen. Für ihn galt ein Einreiseverbot in die EU und seine Konten wurden eingefroren.